# Метро 2033 (роман 2005)
«Метро 2033» — постапокаліптичний роман Дмитра Глуховського, що описує життя людей у московській підземці після ядерної війни. Вийшов у видавництві «Эксмо» 2005 року, перевиданий видавництвом «Популярна література» в 2007 році. На європейському літературному конкурсі EuroCon роман назвали «Найкращим дебютом» 2007 року.
Менш ніж за три місяці тираж перевидання в 100 тисяч екземплярів був повністю проданий, видавництво випустило додатковий 100-тисячний тираж., який був розпроданий менш ніж за рік до травня 2008 року, третій тираж становить 50 тисяч екземплярів. Одна з презентацій пройшла в розсекреченому бункері Міністерства зв'язку РФ на Таганці на глибині 60 метрів. Роман також ліг в основу відеогри Metro 2033.

## Світ Метро 2033
Книга розповідає про людей, які залишилися живими після ядерної війни 2013 року. Майже всі події розгортаються в Московській підземці, де на станціях і в переходах живуть люди. Завдяки оперативним діям служб цивільної оборони метрополітен вдалося захистити від радіації: майже на всіх станціях були закриті гермоворота, а в вентиляційних системах активовані протирадіаційні фільтри. Діяли також фільтри для води. Судячи зі всього, в момент загибелі Москви в метро зуміли укритися близько 70 тисяч людей. За двадцять років після ядерної війни в метро живе близько 50 тисяч людей. При цьому лише половина станцій заселена: частина станцій закинута, частина ізольована обвалами тунелів, частина згоріла. Деякі захоплені істотами з поверхні. В романі війна згадується лише побіжно. В результаті обміну ядерними ударами всі великі міста були стерті з лиця Землі.
Жителі метро харчуються тим, що змогли виростити в тунелях. Переважно це гриби, що не потребують світла, проте на деяких станціях Ганзи й Севастопольської імперії вирощують також картоплю, помідори та огірки. Також на деяких станціях вигодовують свиней та інших тварин. Ряд станцій забезпечуються електрикою від генераторів різного типу, проте в силу їх малої потужності на станціях часто діє тільки малопотужне аварійне освітлення. Більшість предметів побуту (без врахування тих, що були в метро спочатку), а також зброя, медикаменти, паливо тощо добуваються численними сталкерами, що час від часу підіймаються в напівзруйноване місто. В підземному місті діє торгівля, універсальною валютою є патрони, виготовлені ще до війни.

## Угруповування
Невдовзі після ядерної війни централізована система метрополітену розпалась. Станції стали існувати окремо одна від одної. Деякі об'єднувалися навколо ідей, релігій, фільтрів для води й т. д. На момент описаних в книзі подій найбільшими угрупованнями Московського метро є: Поліс, Червона лінія, Співдружність станцій Кільцевої лінії («Ганза»), Четвертий Рейх, Смарагдове місто, Співдружність ВДНГ, Ферми та факторії, Арбатська конфедерація, Бауманський альянс, Конфедерація 1905 року, існують також кілька соціальних угруповань.

### Поліс
Поліс — культурна і духовна столиця метрополітену, де сформувалось своєрідне кастове суспільство. Головні касти — хранителі («браміни»), що збирають книги та працюють з ними, а також військові («кшатрії»). Ці касти утворилися через евакуацію в метро розміщених поряд зі станціями Російської державної бібліотеки та Генштабу.
Представники цих двох каст утворюють Раду Поліса, проте відношення між ними напружені і влада в Полісі поперемінно переходить до одної з цих каст. Крім них існують купці та слуги. Приналежність до касти незмінна протягом життя, проте не успадковується, а вибирається самою людиною після досягнення 18 років. Поліс розміщений на чотирьох станціях: Бібліотека імені Леніна, Арбатська, Олександрівський сад та Боровицька. Друга за багатством спільнота метро.

### Червона лінія
Червона лінія — колишня Сокольницька лінія (за винятком Бібліотеки імені Леніна і ділянки за станцією Воробйові гори). Лінію контролюють комуністи. Червона лінія уривається за Спортивною, хоча керівництво лінії не визнає це.
Головою «Червоної лінії» є товариш Москвин. Державне управління в руках Комуністичної партії московського метрополітену ім. товариша Леніна.

### Співдружність станцій Кільцевої лінії («Ганза»)
Ганза — співдружність станцій Кільцевої лінії. Названа на честь Ганзейського союзу, оскільки через неї проходять всі інші гілки метро, за винятком Каховської. Найбагатша з гілок. Живе з торгівлі й збору мита з торговців та охочих перетнути кільце.
Після війни Арбатської конфедерації та Ганзи з Червоню лінією кільце возз'єдналося.

### Четвертий Рейх
Четвертий Рейх — станції Пушкінська, Чеховська та Тверська, на яких розмістились фашисти, яку виступають за очищення метро від всіх неетнічних росіян («нєрусскіх»).

### Смарагдове місто
Університет («Смарагдове місто») — напівлегендарне суспільство, ніби то уціліле після обвалення метромоста на станції Воробйові гори, що займає станції Університет, Проспект Вернадського та Південно-Західна. Евакуйованим професорам, аспірантам і студентам МДУ вдалося блокувати тунелі та знайти спосіб виходу на поверхню, самостійно створивши захисні костюми. За непідтвердженими чутками, їхні розвідники інколи з'являються у «великому» метро. Всіма трьома станціями управляє ректор, а кожну станцію очолює декан, якого вибирають.

### Співдружність ВДНГ
Співдружність ВДНГ — невелика спільнота трьох станцій: ВДНГ, Олексіївської, Ризької. Співдружність утворюється під час дій книги. Славиться у всьому метро виробництвом чаю з грибів.

## Видання
Книга має декілька редакцій.
- Перший варіант роману під назвою «Метро» складався з 13 глав (2002 рік) та був розміщений автором на сайті m-e-t-r-o.boom.ru. Текст розділений по главах і по ходу кожної глави є посилання на музику, підібрану та рекомендовану автором для прослуховування під час читання.

Головний герой в першій версії гине від випадкової кулі. Так було потрібно по сюжету, з моєї точки зору. Але видавництва відмовились публікувати книгу в такому вигляді, говорячи, що це не їхній формат. Тоді я опублікував сам себе — в Інтернеті. Створив сайт і розмістив там текст. Через деякий час він набув популярності, сайт відвідали десятки тисяч людей. Багато з тих хто прочитав роман вимагали оживити героя і продовжити книгу. Декілька років по тому я і сам дозрів, зібрався і переписав роман.
Д. Глуховський
Оригінальний текст (рос.)
Главный герой в первой версии погибал от шальной пули. Так было надо по сюжету, с моей точки зрения. Но издательства отказались публиковать книгу в таком виде, говоря, что это не их формат. Тогда я опубликовал себя сам — в Интернете. Создал сайт и разместил там текст. Через некоторое время он приобрел известность, сайт посетили десятки тысяч людей. Многие из прочитавших требовали оживить героя и продолжить книгу. Несколько лет спустя я и сам дозрел, собрался и переписал роман.

- Другий варіант роману — 20 глав (2005 рік). Перероблений і доповнений був розміщений на сайті m-e-t-r-o.ru. Перше видання роману у вигляді книги вийшло 24 жовтня 2005 року у видавництві «Эксмо» тиражем 8000 екземплярів, і пізніше додатковим тиражем у 3000 екземплярів.
- Друге видання «Метро 2033», в першій редакції, вийшло у 2007 році у видавництві «Популярная литература» початковим тиражем 100 000 екземплярів. В книгу також увійшла перша глава продовження під назвою «Метро 2034».